# René-François Le Feuvre
René-François Le Feuvre est un agronome français, né le 8 mai 1840 à Andouillé et mort le 7 juin 1917 à Santiago. Il est un des artisans de la consolidation de la viticulture française au Chili.

## Biographie
Il est le fils de propriétaire agriculteur. Il effectue ses études au Lycée de Laval. Il est  diplômé de l'École pratique d'agriculture du Camp, près de Laval. 
Sorti premier de la promotion de l'École d'agriculture du Grand-Jouan à Nozay, il est professeur d'agriculture du département de la Mayenne et de l'école normale de Laval.
Il est sollicité par le gouvernement chilien en 1872  pour ouvrir un cours d'enseignement supérieur  à l'Université du Chili. Il est engagé par Alberto Blest Gana, ambassadeur du Chili en France.
Il crée une station agronomique, puis une école d'agriculture à Santiago. Puis par la suite, des stations régionales, et une station de pathologie végétale.  Il est à l'origine de l'introduction de vignes françaises, et ses méthodes permettent de les préserver du phylloxera.
Il est un des représentants du Chili à l'Exposition universelle de Paris de 1889.
À son arrivée au Chili, il est professeur et directeur de l'Instituto Agrícola, partie de la Quinta Normal de Agricultura à Santiago. Il prend sa retraite en 1903.
En complément à son apport pour la viniculture au Chili, Le Feuvre a publié de nombreux articles, visiter de nombreuses vignes au Chili, et a complété ses recherches par des missions d'études en dehors du Chili.  En même temps, il appartenait à la Sociedad Nacional de Agricultura (en), et était le possesseur de 3 hectares de vignes dans la région de Quillota.
À sa mort, René Le Feuvre attribue un prix décerné par l'Académie d'agriculture de France à deux instituteurs ruraux méritants de la Mayenne, son département natal. De même, sa femme Michelle Le Feuvre attribue un autre prix décerné par l'Académie d'agriculture de France pour encourager une famille de paysans français particulièrement digne d'intérêt..

## Publications
- La Quinta normal de agricultura,  impr. de A. Roger et F. Chernoviz (Lagny), 1889
- L'agriculture au Chili, À la légation du Chili, 1890, 48 p.